# 가스코뉴 공국

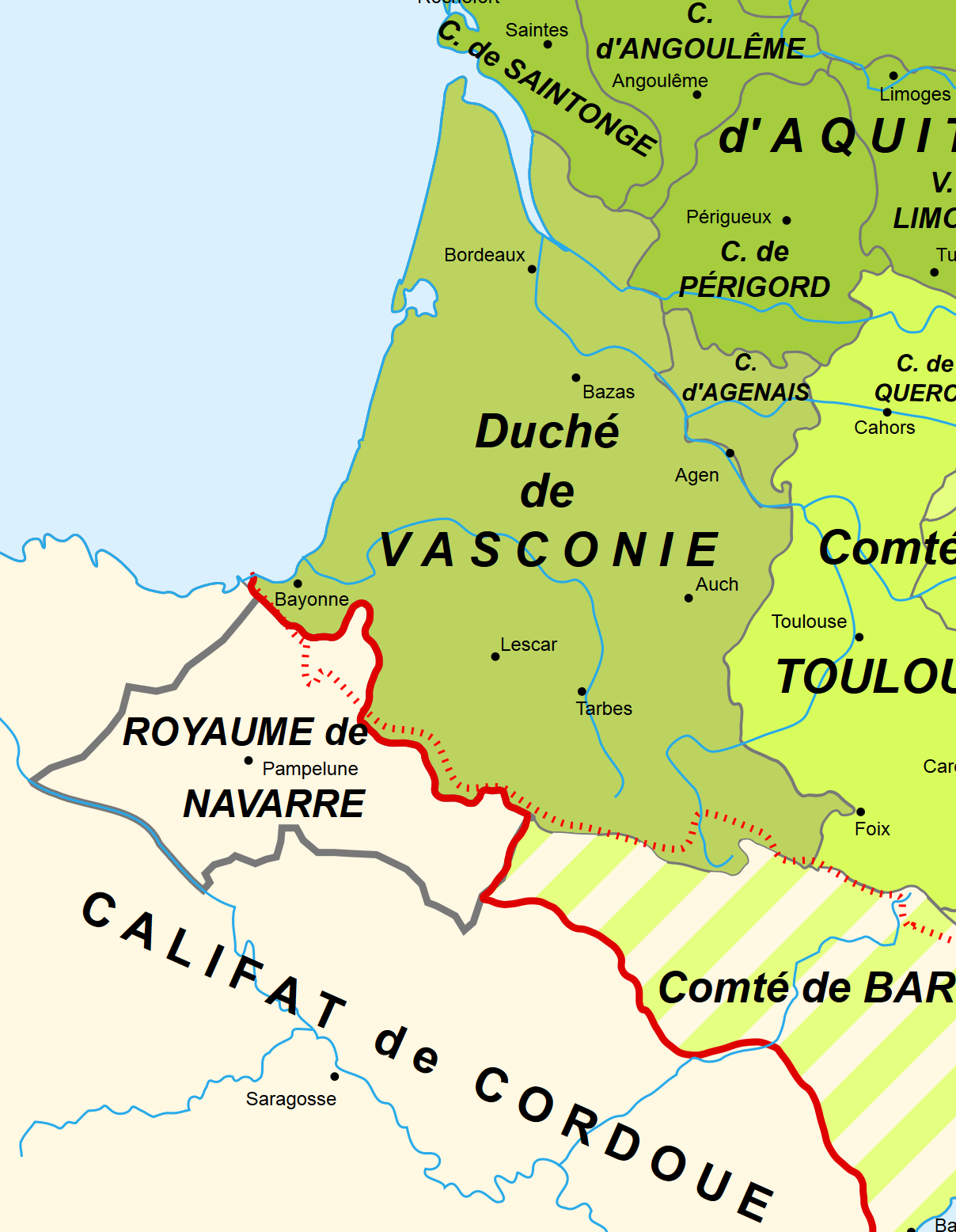
1030년의 바스코니아 공국 (중앙 짙은 녹색)

가스코뉴 공국 또는 바스코니아 공국(프랑스어: Duché de Vasconie)은 중세에 오늘날의 프랑스 남서부와 스페인 북동부에 있던 가스코뉴 지역을 다스리던 공국이다. 당시 와스코니아(Wasconia)로도 알려져 있던 가스코뉴 지역은 본래 바스크인에 대한 지배권을 장악하기 위해 형성된 프랑크 왕국의 변경백국이었다. 그러나 이 공국은 바스크인의 영향이 뚜렷했던 초기 단계부터 아키텐 공국과의 동군연합, 이후 잉글랜드 왕국의 플랜태저넷가의 속령에 이르기까지 다양한 시기의 역사를 거쳤다.
1152년부터 1453년까지 약 300년 간 잉글랜드의 지배를 받던 가스코뉴는 샤를 7세가 백년전쟁 마지막 단계에 이 지역을 공략하며 탈환되었고, 이후 북부 영역은 프랑스 왕국에 편입, 이베리아반도 내의 영역은 나바르 왕국으로 이어졌다.

## 같이 보기
- 바스콘족
- 가스코뉴
- 프랑스령 바스크
- 바스크인의 역사
- 나바르 왕국